# Aalesunds Fotballklubb 2012
Questa voce raccoglie le informazioni riguardanti lo Aalesunds Fotballklubb nelle competizioni ufficiali della stagione 2012.

## Stagione
L'Aalesund raggiunse l'11º posto finale in classifica, raggiungendo così la salvezza. Aprì la stagione con la Superfinalen, persa per 3-2 contro il Molde. L'avventura nella Coppa di Norvegia 2012 terminò al quarto turno: al termine dei supplementari, il Sandefjord eliminò l'Aalesund con il punteggio di 2-1. I ciprioti dell'APOEL, invece, riuscirono a superare l'Aalesund nel terzo turno di qualificazione all'Europa League 2012-2013.
Il calciatore maggiormente utilizzato in campionato fu Sten Grytebust, che giocò tutte le 30 partite previste. Jonatan Tollås fu invece il più presente in assoluto, con le sue 37 apparizioni. Michael Barrantes fu invece il miglior marcatore, con 10 reti (di cui 9 in campionato).

## Maglie e sponsor
Lo sponsor tecnico per la stagione 2012 fu Umbro, mentre lo sponsor ufficiale fu Sparebanken Møre. La divisa casalinga era composta da una maglietta arancione con inserti blu, pantaloncini blu e calzettoni arancioni. Quella da trasferta era invece completamente nera, con inserti arancioni.
| Casa | Trasferta |

## Rosa
| N. |                      | Ruolo | Calciatore           |
| -- | -------------------- | ----- | -------------------- |
| 1  | Norvegia (bandiera)  | P     | Ole-Christian Rørvik |
| 2  | Norvegia (bandiera)  | D     | Amund Skiri          |
| 3  | Norvegia (bandiera)  | D     | Edvard Skagestad     |
| 4  | Norvegia (bandiera)  | D     | Jonatan Tollås       |
| 5  | Finlandia (bandiera) | D     | Ville Jalasto        |
| 6  | Norvegia (bandiera)  | A     | Magnus Sylling Olsen |
| 7  | Giamaica (bandiera)  | C     | Jason Morrison       |
| 8  | Norvegia (bandiera)  | C     | Fredrik Carlsen      |
| 9  | Estonia (bandiera)   | A     | Sander Post          |
| 10 | Norvegia (bandiera)  | C     | Peter Orry Larsen    |
| 11 | Giamaica (bandiera)  | C     | Tremaine Stewart     |
| 13 | Norvegia (bandiera)  | P     | Sten Grytebust       |
| 14 | Nigeria (bandiera)   | A     | Leke James           |
| 15 | Svezia (bandiera)    | D     | Daniel Arnefjord     |
| 16 | Norvegia (bandiera)  | D     | Hugues Wembangomo    |

| N. |                       | Ruolo | Calciatore          |
| -- | --------------------- | ----- | ------------------- |
| 17 | Giamaica (bandiera)   | C     | Demar Phillips      |
| 18 | Norvegia (bandiera)   | A     | Christian Myklebust |
| 19 | Norvegia (bandiera)   | A     | Kjell Rune Sellin   |
| 22 | Norvegia (bandiera)   | C     | Jo Nymo Matland     |
| 23 | Norvegia (bandiera)   | C     | Fredrik Ulvestad    |
| 24 | Norvegia (bandiera)   | P     | Mathias Rasmussen   |
| 25 | Norvegia (bandiera)   | C     | Lars Fuhre          |
| 27 | Estonia (bandiera)    | D     | Enar Jääger         |
| 29 | Norvegia (bandiera)   | C     | Adam Honningsvåg    |
| 31 | Costa Rica (bandiera) | C     | Michael Barrantes   |
| 32 | Norvegia (bandiera)   | P     | Marius Nystøl       |
| 34 | Norvegia (bandiera)   | C     | Marius Ødegaard     |
| 35 | Norvegia (bandiera)   | D     | Vegard Rongve       |
| 36 | Norvegia (bandiera)   | C     | Thomas Martinussen  |
| 37 | Norvegia (bandiera)   | A     | Torbjørn Grytten    |

## Calciomercato

### Sessione invernale(dal 01/01 al 31/03)
| Acquisti | Acquisti          | Acquisti      | Acquisti      |
| R.       | Nome              | da            | Modalità      |
| -------- | ----------------- | ------------- | ------------- |
| P        | Mathias Rasmussen | Herd          | fine prestito |
| D        | Hugues Wembangomo | Sarpsborg 08  | definitivo    |
| C        | Sverre Økland     | Løv-Ham       | fine prestito |
| A        | Leke James        | Julius Berger | definitivo    |
| A        | Tremaine Stewart  | Portmore Utd  | definitivo    |

| Cessioni | Cessioni          | Cessioni        | Cessioni   |
| R.       | Nome              | a               | Modalità   |
| -------- | ----------------- | --------------- | ---------- |
| P        | Jonas Sandqvist   | Örebro          | definitivo |
| C        | Pablo Herrera     |                 | svincolato |
| C        | Sverre Økland     | Kristiansund BK | definitivo |
| C        | Robert Sandnes    | Selfoss         | definitivo |
| A        | Didrik Fløtre     | Kristiansund BK | prestito   |
| A        | Solomon Okoronkwo |                 | svincolato |

### Sessione estiva(dal 01/08 al 31/08)
| Acquisti | Acquisti | Acquisti | Acquisti |
| R.       | Nome     | da       | Modalità |
| -------- | -------- | -------- | -------- |

| Cessioni | Cessioni             | Cessioni   | Cessioni   |
| R.       | Nome                 | a          | Modalità   |
| -------- | -------------------- | ---------- | ---------- |
| D        | Ville Jalasto        | Stabæk     | definitivo |
| C        | Magnus Sylling Olsen | Bodø/Glimt | definitivo |
| A        | Kjell Rune Sellin    | Hødd       | prestito   |

## Risultati

### Superfinalen
| Molde 16 marzo 2012, ore 19:00                                                                     | Molde     | 3 – 2 referto                   | Aalesund | Aker Stadion |
| \| \| \| \| \| Hovland 52’ Forren 82’ Angan 88’ \| Marcatori \| 49’ Phillips 84’ (rig.) Hovland \| |           |                                 |          |              |
| |           |                                 |          |              |
| Hovland 52’ Forren 82’ Angan 88’                                                                   | Marcatori | 49’ Phillips 84’ (rig.) Hovland |          |              |

### Eliteserien

#### Girone di andata
| Bærum 25 marzo 2012, ore 18:00 1ª giornata | Stabæk          | 0 – 0 referto | Aalesund | Nadderud Stadion (5.508 spett.)\| Arbitro: \| Berntsen (Vang) \| |
| Arbitro:                                   | Berntsen (Vang) |               |          |                                                                  |

| Ålesund 2 aprile 2012, ore 19:00 2ª giornata | Aalesund           | 0 – 0 referto | Tromsø | Color Line Stadion (9.459 spett.)\| Arbitro: \| Hafsås (Trondheim) \| |
| Arbitro:                                     | Hafsås (Trondheim) |               |        |                                                                       |

| Arbitro: | Johnsen (Tønsberg) |

|            |           |               |
| Raskaj 73’ | Marcatori | 56’ Arnefjord |

| Arbitro: | Hansen (Feda) |

|                         |           |               |
| Phillips 22’ Tollås 75’ | Marcatori | 64’ Krogsgård |

| Arbitro: | Sælen (Bergen) |

|                               |           |            |
| Bolseth 6’ Ri. Riski 50’, 76’ | Marcatori | 8’ Matland |

| Arbitro: | Moen (Haugesund) |

|                      |           |                      |
| Fuhre 41’ Tollås 90’ | Marcatori | 8’ Prica 84’ Iversen |

| Arbitro: | Edvartsen (Hamar) |

|                               |           |               |
| Moström 24’ Hoseth 59’ (rig.) | Marcatori | 38’ Arnefjord |

| Arbitro: | Hafsås (Trondheim) |

|                              |           |              |
| Barrantes 41’ Fuhre 43’, 72’ | Marcatori | 33’ Diomande |

| Arbitro: | Johansen (Brevik) |

|                                        |           |                           |
| Đurđić 27’ (rig.), 29’, 45’ Haukås 51’ | Marcatori | 56’ Stewart 61’ Arnefjord |

| Arbitro: | Hagen (Grue) |

|                        |           |  |
| Barrantes 17’ Post 46’ | Marcatori |  |

| Lillestrøm 24 maggio 2012, ore 19:00 11ª giornata | Lillestrøm       | 0 – 0 referto | Aalesund | Åråsen Stadion (5.171 spett.)\| Arbitro: \| Moen (Haugesund) \| |
| Arbitro:                                          | Moen (Haugesund) |               |          |                                                                 |

| Arbitro: | Staberg (Harstad) |

|                        |           |                 |
| Post 51’ Arnefjord 90’ | Marcatori | 27’, 60’ U. Flo |

| Oslo 2 luglio 2012, ore 19:00 13ª giornata | Vålerenga    | 0 – 0 referto | Aalesund | Ullevaal Stadion (9.488 spett.)\| Arbitro: \| Hagen (Grue) \| |
| Arbitro:                                   | Hagen (Grue) |               |          |                                                               |

| Arbitro: | Johnsen (Tønsberg) |

|               |           |           |
| Arnefjord 90’ | Marcatori | 88’ Olsen |

| Arbitro: | Edvartsen (Hamar) |

|                            |           |  |
| Barrantes 8’, 87’ Post 26’ | Marcatori |  |

#### Girone di ritorno
| Arbitro: | Sandmoen (Kjelsås) |

|                        |           |           |
| Austin 35’ Bentley 88’ | Marcatori | 84’ Fuhre |

| Arbitro: | Hafsås (Trondheim) |

|                                               |           |          |
| Arnefjord 43’ Stewart 65’ Ulvestad 88’ (rig.) | Marcatori | 45’ Boli |

| Arbitro: | Sælen (Bergen) |

|                                     |           |  |
| Dočkal 36’ Prica 38’ Strandberg 56’ | Marcatori |  |

| Arbitro: | Skjerven (Kaupanger) |

|  |           |             |
|  | Marcatori | 33’ Hussain |

| Arbitro: | Johansen (Brevik) |

|           |           |                               |
| Gueye 73’ | Marcatori | 4’, 40’ Stewart 56’ Barrantes |

| Arbitro: | Kjensli (Oslo) |

|                          |           |  |
| Barrantes 50’ Tollås 80’ | Marcatori |  |

| Arbitro: | Hansen (Feda) |

|                                              |           |  |
| Kovács 24’ Johansen 39’ Nuhu 61’ Wikheim 86’ | Marcatori |  |

| Arbitro: | Hafsås (Oslo) |

|                     |           |                     |
| Ulvestad 83’ (rig.) | Marcatori | 39’ Riise 62’ Bolly |

| Arbitro: | Rafiq (Oslo) |

|         |           |  |
| Kara 7’ | Marcatori |  |

| Arbitro: | Nilsen |

|                  |           |             |
| Vet. Berisha 30’ | Marcatori | 52’ Matland |

| Arbitro: | Sælen (Bergen) |

|                              |           |            |
| Barrantes 49’, 68’ James 74’ | Marcatori | 28’ Fellah |

| Arbitro: | Kjensli (Oslo) |

|               |           |          |
| Dyngeland 82’ | Marcatori | 4’ James |

| Arbitro: | Døvle (Larvik) |

|                         |           |                       |
| Barrantes 11’ James 33’ | Marcatori | 78’ Haukås 86’ Fevang |

| Arbitro: | Edvartsen (Hamar) |

|                                   |           |  |
| Brenne 20’ Fevang 28’ Johnsen 44’ | Marcatori |  |

| Arbitro: | Johnsen |

|                                 |           |             |
| James 12’ Matland 51’ Fuhre 59’ | Marcatori | 65’ Bertolt |

### Coppa di Norvegia
| Ålesund 1º maggio 2012, ore 18:00 Primo turno | Herd      | 0 – 1 referto | Aalesund | Sparebanken Møre Arena |
| \| \| \| \| \| \| Marcatori \| 56’ Tollås \|  |           |               |          |                        |
|                                               |           |               |          |                        |
|                                               | Marcatori | 56’ Tollås    |          |                        |

| Ålesund 10 maggio 2012, ore 18:00 Secondo turno | Skarbøvik | 0 – 1 referto | Aalesund | Skarbøvik Stadion (1.100 spett.) |
| \| \| \| \| \| \| Marcatori \| 58’ Phillips \|  |           |               |          |                                  |
|                                                 |           |               |          |                                  |
|                                                 | Marcatori | 58’ Phillips  |          |                                  |

| Arbitro: | Toppe |

|                                                             |           |  |
| Post 59’ Sellin 76’ Ulvestad 86’ (rig.) Phillips 88’ (rig.) | Marcatori |  |

| Arbitro: | Berntsen (Vang) |

|                                   |           |              |
| Dimitriadis 34’ (rig.) Lamøy 104’ | Marcatori | 33’ Morrison |

### Europa League
| Arbitro: | Kulbakov |

|          |           |             |
| Çota 38’ | Marcatori | 57’ Stewart |

| Arbitro: | Hunter |

|                                                     |           |  |
| Barrantes 45’ Tollås 48’ James 64’, 77’ Stewart 83’ | Marcatori |  |

| Arbitro: | Alecković |

|                                |           |             |
| Mário Sérgio 34’ Aloneftis 80’ | Marcatori | 16’ Stewart |

| Arbitro: | Kaasik |

|  |           |            |
|  | Marcatori | 36’ Adorno |

## Statistiche

### Statistiche di squadra
| Competizione      | Punti | In casa | In casa | In casa | In casa | In casa | In casa | In trasferta | In trasferta | In trasferta | In trasferta | In trasferta | In trasferta | Totale | Totale | Totale | Totale | Totale | Totale | DR |
| Competizione      | Punti | G       | V       | N       | P       | Gf      | Gs      | G            | V            | N            | P            | Gf           | Gs           | G      | V      | N      | P      | Gf     | Gs     | DR |
| ----------------- | ----- | ------- | ------- | ------- | ------- | ------- | ------- | ------------ | ------------ | ------------ | ------------ | ------------ | ------------ | ------ | ------ | ------ | ------ | ------ | ------ | -- |
| Eliteserien       | 38    | 15      | 8       | 5       | 2       | 29      | 15      | 15           | 1            | 6            | 8            | 11           | 26           | 30     | 9      | 11     | 10     | 40     | 41     | -1 |
| Superfinalen      | -     | 0       | 0       | 0       | 0       | 0       | 0       | 1            | 0            | 0            | 1            | 2            | 3            | 1      | 0      | 0      | 1      | 2      | 3      | -1 |
| Coppa di Norvegia | -     | 1       | 1       | 0       | 0       | 4       | 0       | 3            | 2            | 0            | 1            | 3            | 2            | 4      | 3      | 0      | 1      | 7      | 2      | +5 |
| Europa League     | -     | 2       | 1       | 0       | 1       | 5       | 1       | 2            | 0            | 1            | 1            | 2            | 3            | 4      | 1      | 1      | 2      | 7      | 4      | +3 |
| Totale            | -     | 18      | 10      | 5       | 3       | 38      | 16      | 21           | 3            | 7            | 11           | 18           | 34           | 39     | 13     | 12     | 14     | 56     | 50     | +6 |

### Statistiche dei giocatori
| Giocatore      | Eliteserien | Eliteserien | Eliteserien | Eliteserien | Coppa di Norvegia | Coppa di Norvegia | Coppa di Norvegia | Coppa di Norvegia | Europa League | Europa League | Europa League | Europa League | Superfinalen | Superfinalen | Superfinalen | Superfinalen | Totale   | Totale | Totale      | Totale     |
| Giocatore      | Presenze    | Reti        | Ammonizioni | Espulsioni  | Presenze          | Reti              | Ammonizioni       | Espulsioni        | Presenze      | Reti          | Ammonizioni   | Espulsioni    | Presenze     | Reti         | Ammonizioni  | Espulsioni   | Presenze | Reti   | Ammonizioni | Espulsioni |
| -------------- | ----------- | ----------- | ----------- | ----------- | ----------------- | ----------------- | ----------------- | ----------------- | ------------- | ------------- | ------------- | ------------- | ------------ | ------------ | ------------ | ------------ | -------- | ------ | ----------- | ---------- |
| D. Arnefjord   | 23          | 6           | 5           | 0           | 3                 | 0                 | 0                 | 0                 | 4             | 0             | 0             | 0             | 1            | 0            | 0            | 0            | 31       | 6      | 5           | 0          |
| M. Barrantes   | 28          | 9           | 5           | 0           | 4                 | 0                 | 0                 | 0                 | 3             | 1             | 0             | 0             | 1            | 0            | 0            | 0            | 36       | 10     | 5           | 0          |
| F. Carlsen     | 11          | 0           | 2           | 0           | 3                 | 0                 | 0                 | 0                 | 4             | 0             | 1             | 0             | 1            | 0            | 0            | 0            | 19       | 0      | 3           | 0          |
| L. Fuhre       | 17          | 5           | 0           | 0           | 3                 | 0                 | 1                 | 0                 | 4             | 0             | 0             | 0             | 1            | 0            | 0            | 0            | 25       | 5      | 1           | 0          |
| S. Grytebust   | 30          | 0           | 0           | 0           | 1                 | 0                 | 0                 | 0                 | 4             | 0             | 0             | 0             | 1            | 0            | 0            | 0            | 36       | 0      | 0           | 0          |
| T. Grytten     | 1           | 0           | 0           | 0           | 0                 | 0                 | 0                 | 0                 | 0             | 0             | 0             | 0             | 0            | 0            | 0            | 0            | 1        | 0      | 0           | 0          |
| A. Honningsvåg | 0           | 0           | 0           | 0           | 0                 | 0                 | 0                 | 0                 | 0             | 0             | 0             | 0             | 0            | 0            | 0            | 0            | 0        | 0      | 0           | 0          |
| E. Jääger      | 25          | 0           | 3           | 0           | 1                 | 0                 | 0                 | 0                 | 2             | 0             | 1             | 0             | 0            | 0            | 0            | 0            | 28       | 0      | 4           | 0          |
| V. Jalasto     | 9           | 0           | 1           | 0           | 4                 | 0                 | 0                 | 0                 | 0             | 0             | 0             | 0             | 0            | 0            | 0            | 0            | 13       | 0      | 1           | 0          |
| L. James       | 12          | 4           | 0           | 0           | 0                 | 0                 | 0                 | 0                 | 3             | 2             | 0             | 0             | 0            | 0            | 0            | 0            | 15       | 6      | 0           | 0          |
| P. Larsen      | 18          | 0           | 0           | 0           | 1                 | 0                 | 0                 | 0                 | 0             | 0             | 0             | 0             | 1            | 0            | 0            | 0            | 20       | 0      | 0           | 0          |
| T. Martinussen | 3           | 0           | 0           | 0           | 0                 | 0                 | 0                 | 0                 | 0             | 0             | 0             | 0             | 0            | 0            | 0            | 0            | 3        | 0      | 0           | 0          |
| J. Matland     | 21          | 3           | 2           | 0           | 1                 | 0                 | 1                 | 0                 | 4             | 0             | 0             | 0             | 1            | 0            | 0            | 0            | 27       | 3      | 3           | 0          |
| J. Morrison    | 23          | 0           | 4           | 0           | 3                 | 1                 | 1                 | 0                 | 3             | 0             | 2             | 0             | 1            | 0            | 1            | 0            | 30       | 1      | 8           | 0          |
| C. Myklebust   | 12          | 0           | 0           | 0           | 3                 | 0                 | 0                 | 0                 | 1             | 0             | 0             | 0             | 1            | 0            | 0            | 0            | 17       | 0      | 0           | 0          |
| M. Nystøl      | 0           | 0           | 0           | 0           | 0                 | 0                 | 0                 | 0                 | 0             | 0             | 0             | 0             | 0            | 0            | 0            | 0            | 0        | 0      | 0           | 0          |
| M. Ødegaard    | 0           | 0           | 0           | 0           | 0                 | 0                 | 0                 | 0                 | 0             | 0             | 0             | 0             | 0            | 0            | 0            | 0            | 0        | 0      | 0           | 0          |
| M. Olsen       | 12          | 0           | 2           | 0           | 1                 | 0                 | 0                 | 0                 | 0             | 0             | 0             | 0             | 1            | 0            | 0            | 0            | 14       | 0      | 2           | 0          |
| D. Phillips    | 20          | 0           | 2           | 0           | 4                 | 2                 | 0                 | 0                 | 0             | 0             | 0             | 0             | 1            | 1            | 0            | 0            | 25       | 3      | 2           | 0          |
| S. Post        | 22          | 4           | 2           | 0           | 4                 | 1                 | 0                 | 0                 | 2             | 0             | 0             | 0             | 0            | 0            | 0            | 0            | 28       | 5      | 2           | 0          |
| M. Rasmussen   | 0           | 0           | 0           | 0           | 0                 | 0                 | 0                 | 0                 | 0             | 0             | 0             | 0             | 0            | 0            | 0            | 0            | 0        | 0      | 0           | 0          |
| V. Rongve      | 0           | 0           | 0           | 0           | 0                 | 0                 | 0                 | 0                 | 0             | 0             | 0             | 0             | 0            | 0            | 0            | 0            | 0        | 0      | 0           | 0          |
| O. Rørvik      | 0           | 0           | 0           | 0           | 3                 | 0                 | 0                 | 0                 | 0             | 0             | 0             | 0             | 0            | 0            | 0            | 0            | 3        | 0      | 0           | 0          |
| K. Sellin      | 8           | 0           | 0           | 0           | 1                 | 1                 | 0                 | 0                 | 2             | 0             | 0             | 0             | 0            | 0            | 0            | 0            | 11       | 1      | 0           | 0          |
| E. Skagestad   | 24          | 0           | 1           | 0           | 1                 | 0                 | 0                 | 0                 | 3             | 0             | 0             | 0             | 1            | 0            | 0            | 0            | 29       | 0      | 1           | 0          |
| A. Skiri       | 10          | 0           | 0           | 0           | 2                 | 0                 | 0                 | 0                 | 1             | 0             | 0             | 0             | 0            | 0            | 0            | 0            | 13       | 0      | 0           | 0          |
| T. Stewart     | 21          | 4           | 7           | 0           | 4                 | 0                 | 1                 | 0                 | 4             | 3             | 0             | 0             | 1            | 0            | 0            | 0            | 30       | 7      | 8           | 0          |
| J. Tollås      | 29          | 3           | 2           | 0           | 3                 | 1                 | 0                 | 0                 | 4             | 1             | 0             | 0             | 1            | 0            | 0            | 0            | 37       | 5      | 2           | 0          |
| F. Ulvestad    | 25          | 2           | 1           | 0           | 4                 | 1                 | 1                 | 0                 | 3             | 0             | 0             | 0             | 1            | 0            | 0            | 0            | 33       | 3      | 2           | 0          |
| H. Wembangomo  | 12          | 0           | 0           | 0           | 2                 | 0                 | 0                 | 0                 | 4             | 0             | 0             | 0             | 0            | 0            | 0            | 0            | 18       | 0      | 0           | 0          |